# III. Bermudo leóni király
III. Bermudo (1009/1010 – 1037. szeptember 4.), akit Vermudo néven is szoktak írni, leóni  király (1028-1037) volt.

## Élete
III. Bermudo a Kantábriai-házból származott, V. Alfonz leóni királynak (994-1028) a fia és utóda. Édesanyja V. Alfonz első felesége, Elvira Menéndez (996?–1022), Menendo González galíciai gróf lánya volt. (Apja nem  VI. Alfonz néven volt király, ahogyan egy-két forrásmunka – tévesen – jelöli, ugyanis nem  Froilaz Alfonz leóni király (? – ?) a IV. Alfonz nevű leóni király, Froilaz Alfonzt a spanyol forrásmunkák nem sorolják be León királyai közé; ezért Szerzetes Alfonz (897? – 933), aki 925-től 931-ig uralkodott, volt IV. Alfonz leóni király.) 
III. Bermudo egész uralkodására rányomta a bélyeget az, hogy a Ximena-házból (egyes források írásmódja szerint a Jimena-házból, avagy Jiménez-házból) származó   III. (Nagy) Sancho (992 körül-1035), az akkor még Pamplonai Királyságnak nevezett Navarra királya, ekkor érkezett hatalma csúcspontjára. Pamplona túlsúlyán az sem enyhített, hogy III. Bermudo a Lara -házból származó, Sancho Garcíának (965?-1017), Kasztília  grófjának (más jelölés szerint I. Sancho grófnak)  a lányát, Jimenát (1012-1063) vette feleségül, akinek a nővére, Munia (Muniadonna, Munia Elvira, 995? – 1066), pedig III. Sancho felesége volt, így a két király sógorságba került. III. Bermudo azt tervezte, hogy a testvérét, Sanchát (1013?-1067), feleségül adja a nővérek testvéréhez, García Sánchezhez (1010-1029), Kasztília grófjához (aki más jelölés szerint II. García gróf). 1029-ben azonban García Sánchez grófot meggyilkolták. (Egyes feltételezések szerint a gyilkossághoz Sanchának is köze lehetett.) García Sánchez halálával a Lara – ház férfiágon kihalt. 
III. Sancho, aki a kiskorúsága idején a  kasztíliai gróf gyámja volt, kihasználta az alkalmat, és Kasztíliát elszakította a Leóni királyságtól, ő lett Kasztília ura (egyes forrásokban II. Sancho gróf néven szerepel is), azonban – formálisan – már ebben az évben a Muniától született középső fiát, Ferdinándot (1016? 1018? – 1065), Kasztília grófjává tette. III. Sancho pedig  egy területrészt el is hódított a Leóni Királyságtól. III. Bermudo vissza akarta szerezni az elveszített területeket, de Bermudón az sem segített, hogy Ferdinánd 1032-ben feleségül vette Sanchát, így Bermudónak a sógora lett. Ellenkezőleg, a házasságkötés lehetőséget adott arra III. Sanchónak, hogy a Leóni Királyságot is a fennhatósága alá vonja. III. Sancho 1034-ben bevonult Leónba, a királyság fővárosába, ahol magát császárrá koronáztatta, bár még ebben az évben önként ki is vonult. III. Bermudo a navarrai király elől Galíciába vonult vissza. 
1035-ben III. Sancho meghalt, a végrendeletében a birodalmát négy királyságra felosztva, a négy fiára hagyta, ekkor emelte fel Kasztíliát grófságból királysággá. I. Ferdinánd gróf, akit a történetírás a „nagy” jelzővel tisztel, így vált  I. Ferdinánd  néven Kasztília első királyává (1035 – 1065), mint a Navarrai – házból származó uralkodó. III. Bermudo a navarrai király halála után szinte nyomban visszatért Leónba, és visszaszerezte a III. Sancho által elvett területeket, illetve folytatta a harcot I. Ferdinánd ellen, Tierra de Campos területének megszerzéséért. E harc során azonban 1037. szeptember 4-én Tamarónnál csatát veszített I. Ferdinánddal és a segítségére siető testvérével, V. (Nájerai) García pamplonai/navarrai királlyal szemben; az ütközetben maga III. Bermudo is elesett. A leóni király fia, Alfonz, még 1030-ban meghalt, így III. Bermudóval – férfiágon – a Kantábriai-ház kihalt. A kasztíliai király, szintén I. Ferdinánd néven leóni király (1037 – 1065) is lett, ugyanis Sancha a férje javára visszalépett, bár a királyság fővárosa, León, csak 1038-ban hódolt meg I. Ferdinánd előtt.
III. Bermudo halálával León végleg elveszítette az elsőbbséget Kasztíliával szemben, a későbbiekben – pár kivételtől eltekintve – Kasztília királyai lettek León királyai is.